# Carlos Caldeira Filho
Carlos Augusto Navarro de Andrade Caldeira Filho (Santos, 1 de julho de 1913 - São Paulo, 13 de maio de 1993) foi um empresário e político brasileiro.

## Biografia

### Infância
Filho de Coralina Ribeiro dos Santos Caldeira e de Carlos Augusto Navarro de Andrade Caldeira, casou com Leodéa Bierrenbach de Lima, teve uma filha, Maria Christina.

### Carreira empresarial
Comprou, junto com Octávio Frias de Oliveira, o jornal Folha de S. Paulo em 1962. Ficou na sociedade até 1992, quando Frias ficou com o jornal e Caldeira, com o resto das empresas do grupo.
Como empresário participou de diversos empreendimentos, além da Folha de S. Paulo, tendo sido idealizador, construtor e administrador da Estação Rodoviária de São Paulo; foi superintendente da Companhia Lithográphica Ypiranga (CLY) e a Companhia Brasileira de Impressão e Propaganda (Impress).
Foi presidente da Fundação Cásper Líbero, de 20 de dezembro de 1976 a 20 de abril de 1979, sendo durante sua administração concluída a construção do prédio da Avenida Paulista, em São Paulo, e iniciado o funcionamento da TV Gazeta.

### Carreira política
Foi prefeito de Santos de 7 de maio de 1979 a 28 de janeiro de 1980, escolhido por Paulo Maluf.
Como prefeito de Santos, Carlos Caldeira Filho defendeu um planejamento de transportes avançado, promovendo a ideia de reimplantar todo um sistema modernizado de bondes, similar a um metrô de superfície, utilizando como via expressa e privativa uma cobertura em lajes de pré-moldado sobre os canais.
A curta prefeitura de Carlos Caldeira, marcou um cisma dentro da ARENA da baixada santista, sendo Caldeira duramente criticado por seu antecessor, o também arenista Antônio Manoel de Carvalho.

### Dirigente do Santos
Torcedor do Santos Futebol Clube, ocupou funções no conselho e na diretoria do clube, tendo sido eleito presidente em 1976, embora não tenha assumido, pedindo licença por motivos de saúde.

### Morte
Morreu em 13 de maio de 1993 sendo vítima de de choque hemorrágico provocado por aneurisma da aorta. Foi cremado no Crematório da Vila Alpina ainda no mesmo dia.